# .name
O .name é um domínio genérico de primeiro nível (gTLDs) no Sistema de Nomes de Domínios da Internet. É destinado a ser utilizado por indivíduos de representação de seus nomes pessoais, apelidos, nomes de tela, pseudônimos, ou outros tipos de etiquetas de identificação. Domínios pode ser registrado no segundo nível (john.name) e terceiro nível (john.doe.name). Também é possível registrar um endereço de e-mail: john@doe.name. Um endereço de e-mail é uma conta de encaminhamento, e exige um outro endereço de e-mail como o endereço do destinatário.
Quando um domínio está registrado no terceiro nível (john.doe.name), o segundo nível (doe.name neste caso) é compartilhado, e não pode ser registrado por qualquer pessoa. Outros domínios de segundo nível como johndoe.name permanecem inalterados. Quando o TLD .name foi lançado, as inscrições eram somente de terceiro nível (e encaminhado endereços de correio electrónico) estavam disponíveis. Em janeiro de 2004, os registos de segundo nível se tornaram disponíveis. A estrutura original dos nomes de domínio .name foi: primeiro.ultimo.name, de modo que um indivíduo pudesse obter um domínio correspondente ao seu nome real.
Em novembro de 2009, nomes de domínio internacionalizados (IDNs) tornaram-se disponíveis para o segundo e terceiro nível de domínios de nome .name. IDNs são nomes de domínio que são representados por aplicações de usuários no caráter nativo conjunto da língua local. Como um identificador pessoal, único e memorável, endereços de nomes estão cada vez mais sendo usados como um endereço natural para aplicações de identificação digital.
O serviço WHOIS do .name está disponível no http://whois.nic.name. Os registros de nomes de domínio estão disponíveis a partir de registradores credenciados pela ICANN.

## Ligações Externas
- «IANA .name whois information» (em inglês)
- «.name Registry Agreement» (em inglês)
- «List of .name accredited registrars» (em inglês)